# Campomanesia phaea
Campomanesia phaea är en myrtenväxtart som först beskrevs av Otto Karl Berg, och fick sitt nu gällande namn av Leslie Roger Landrum. Campomanesia phaea ingår i släktet Campomanesia och familjen myrtenväxter. IUCN kategoriserar arten globalt som sårbar. Inga underarter finns listade i Catalogue of Life.